# اندری ارتیم
اندری ارتیم (اوکراینی: Андрій Ярославович Артим؛ زادهٔ ۲۱ فوریهٔ ۲۰۰۰) بازیکن فوتبال است.
از باشگاه‌هایی که در آن بازی کرده‌است می‌توان به باشگاه فوتبال کارپاتی لویو اشاره کرد.